# Zawierciańskie Zakłady Naprawy Samochodów
Zawierciańskie Zakłady Naprawy Samochodów – nieistniejące już zawierciańskie przedsiębiorstwo zajmujące się naprawą samochodów oraz produkcją części samochodowych.

## Historia
Zakład został utworzony w 1952 i był nadzorowany przez ministra transportu drogowego i lotniczego. Pierwszym dyrektorem został Rudolf Benal, którego w 1954 zastąpił Marian Bauc.
Zakład specjalizował się szczególnie w seryjnych naprawach samochodów ciężarowych – początkowo Praga RND. Modernizacja zakładu umożliwiła produkcję od 1953 roku części zamiennych na potrzeby własne. Do osiągnięć zakładu w jego początkowej działalności należało między innymi zastosowanie przedniej osi Bedforda w Pradze RND, jak również opracowanie technologii naprawy samochodu Fiat 626 i silnika S42.
W 1955 roku zakład naprawił 764 samochody i 156 silników, a także wykonał 67,5 t części zamiennych. W tym okresie zatrudniał ponad trzystu pracowników. Od 1956 roku skupiono się na naprawach samochodów marki Star. W 1961 roku naprawiono 900 samochodów oraz 1237 silników.
W latach 1965–1972 podjęto działania w zakresie modernizacji zakładu: zbudowano nowe obiekty produkcyjne i zaadaptowano stare hale. Pokłosiem tych zmian była między innymi możliwość naprawy Škód 706 RT, a później również autobusów Jelcz oraz samochodów ciężarowych Jelcz 315. W 1972 roku w zakładzie pracowało 748 osób, z czego 628 stanowili pracownicy fizyczni.
We wrześniu 1985 roku minister komunikacji nadał zakładowi sztandar oraz ustanowił odznakę „Zasłużony dla Zakładów Naprawy Samochodów Zawiercie”. W 1986 roku sztandar zakładu został udekorowany Złotą Odznaką „Zasłużony w Rozwoju Województwa Katowickiego”.
Zakłady zostały zlikwidowane w 2003 roku. Teren należący do nich został przekazany zagranicznemu inwestorowi.